# Laura Muller
Laura Andreia Moreira Muller (Juiz de Fora, 25 de janeiro de 1970) é uma ex-jogadora de vôlei, sexóloga, psicóloga, palestrante e jornalista brasileira.

## Carreira

### Jogadora de Vôlei
Laura Muller começou sua carreira como esportista infanto-juvenil, atuando no Estado de Minas Gerais e depois, já em São Paulo, integrou a Seleção Paulista de Voleibol.
Era ponteira e atuou em clubes como o Pinheiros, de São Paulo, e o Recreativa de Ribeirão Preto. Largou o esporte aos 18 anos para cursar a faculdade de jornalismo. Segundo a própria, ela parou de jogar voleibol por se considerar baixa: “começou a surgir uma geração altíssima, enorme, e aí eu parei de jogar. Eu tenho 1,77m. As meninas têm 1,90m.”

### Jornalista e Sexóloga
Como jornalista, atuou escrevendo nos jornais Folha de S.Paulo e Folha da Tarde. De lá, foi para a revista Claudia, onde atuou como editora de sexo e comportamento, o que a levou aos estudos de sexualidade, se especializando em educação sexual através de uma pós graduação. Interessada neste campo, decidiu cursar uma segunda faculdade, e formou-se em psicologia.
Atualmente, tem um quadro no programa Altas Horas, de Serginho Groisman, na Rede Globo, no qual esclarece dúvidas sobre sexo. Escreveu as colunas “Sexo sem segredo” e “Sexo sem neuras” para o jornal Agora São Paulo e o portal iG, respectivamente, além de uma outra na revista Dia-a-dia, do jornal Diário do Grande ABC. Antes disso, ela já havia escrito para várias publicações – como Nova, Capricho, Marie Claire, Elle, Veja, Nova Escola, Vip, Playboy, Um, Uma etc. – e colunas na internet (portal Terra, canais Jovem e Mulher e na Revista Brasil, que é feita para os brasileiros que moram em Portugal).
Seu primeiro livro, “500 perguntas sobre sexo”, a fez cair na mídia eletrônica, o que a levou a entrevistas em programas de rádio e TV, como Jô Soares, Ana Maria Braga e  Marília Gabriela. Logo depois, lançou o livro “500 perguntas sobre sexo do adolescente” e mais recentemente “Altos papos sobre sexo – dos 12 aos 80 anos” (Editora Globo).

## Obras
- 500 perguntas sobre Sexo, Editora Objetiva, 2001
- 500 perguntas sobre Sexo adolescente - Um Guia para Jovens, Educadores e Pais, Editora Objetiva, 2006
- Altos papos sobre Sexo - Dos 12 aos 80 Anos, Globo livros, 2009
- Educação Sexual em 8 Lições, Academia do Livro, 2013
- Meu Amigo Quer Saber... Tudo Sobre Sexo, Leya, 2015
- Sexo Para Adultos, Leya, 2016